# بالیاتالی
بالیاتالی (به لاتین: Baliatali) یک منطقهٔ مسکونی در بنگلادش است که در ناحیه چاندپور واقع شده‌است.